# شركة مسؤولية محدودة منخفضة الربح
شركة المسؤولية المحدودة ذات الربح المنخفض (L3C)، هي شكل قانوني لكيان العمل في الولايات المتحدة. يشار إليها عادة باسم بنية مختلطة ، لها خصائص لكل من الكيانات الربحية وغير الربحية. تم إنشاء L3Cs للامتثال لقواعد الاستثمارات ذات الصلة بالبرنامج (PRIS) لخدمات الإيرادات الداخلية والتي تسمح للأسس الخاصة عادة بالقدرة على الحفاظ على حالة الإعفاء من الضرائب من خلال الاستثمارات في الشركات المؤهلة و/أو الجمعيات الخيرية. مع مهمة اجتماعية كهدف أساسي وهدف ثانوي لتوليد الأرباح ، يعتبر النموذج القانوني L3C خيارًا قابلاً للتطبيق للشركات التي تسعى للحصول على سمعة أو تسويق لكونها مؤسسة اجتماعية.

## المفهوم والخلفية
تم تصميم هيكل L3C بواسطة Robert M. Lang Jr ، الذي كان الرئيس التنفيذي لمؤسسة الأسرة ومقرها نيويورك. طورت Lang الهيكل كوسيلة للمؤسسات لتسليح العقبات الضريبية والتنظيمية عندما يتعلق الأمر بالتبرعات. مع سن النظام الأساسي الأول في عام 2008 ، تعتبر L3Cs شكلًا قانونيًا شابًا نسبيًا لكيان العمل. في عام 2013 ، كان هناك 711 L3Cs في جميع أنحاء الولايات المتحدة وبحلول عام 2020 كان هناك 1700 L3Cs.
كما ذكرنا ، يعد L3C مشروعًا اجتماعيًا للربح له هدف أساسي هو أداء غرض مفيد اجتماعيًا بهدف ثانوي هو تعظيم الأرباح. إنه هيكل مختلط يجمع بين المرونة القانونية والضريبية لشركة LLC التقليدية ، والفوائد الاجتماعية لمنظمة غير ربحية ، ومزايا تحديد المواقع في السوق لشركة المنافع. يلزم L3C أن يكون بمثابة المهمة مدفوعًا بموجب القانون والذي يعطي ترتيبًا واضحًا للأولويات مع التوافق أيضًا مع نية التصميم الأولية لـ Lang لكونها هيكلًا يمكن أن يتبرع من الأسس.
يجعل L3C من السهل على الشركات الموجهة اجتماعيًا جذب الاستثمارات من المؤسسات وأموال إضافية من المستثمرين من القطاع الخاص. على عكس شركة LLC التقليدية ، فإن مقالات التنظيم في L3C مطلوبة بموجب القانون لتعكس معايير الضرائب الفيدرالية للاستثمار المتعلق بالبرنامج. الاستثمار المتعلق بالبرنامج (PRI) هو إحدى الطرق التي يمكن أن تفي بها المؤسسات التزامها بموجب قانون الإصلاح الضريبي لعام 1969 لتوزيع ما لا يقل عن 5 ٪ من أصولها كل عام لأغراض خيرية من أجل الحفاظ على وضعها المعفاة من الضرائب. في حين أن المؤسسات عادة ما تفي بهذا المطلب من خلال المنح ، فإن الاستثمارات في L3Cs والجمعيات الخيرية التي تتأهل كـ PRIs يمكن أن تفي بالمتطلبات مع السماح للمؤسسات بتلقي عائد.

## الخصائص العامة
في حين أن L3Cs هي شكل قانوني منفصل لكيان الأعمال ، فإن هيكل L3CS يحاكي بشكل أوثق هيكل شركة ذات مسؤولية محدودة. الفرق الأكثر بروزًا بين L3Cs و LLCs هو أن L3Cs مطلوبة للحصول على مهمة مفيدة اجتماعيًا كهدف أساسي لها. فيما يلي عدة خصائص جديرة بالملاحظة لـ L3Cs:

### التشكيل
يتم تشكيل L3Cs عن طريق تقديم مواد تنظيم مع وزير الخارجية في ولاية لديها أحكام قانون L3C. بالنسبة للشركات التي تعمل في المقام الأول في حالة دون حكم قانون L3C ، من الممكن أن لا يزال من الناحية القانونية تشكيل L3C بواسطة (1) دمج في ولاية مع حكم قانون L3C ، (2) التسجيل كشركة أجنبية ممارسة الأعمال التجارية في تلك الحالة بالذات و (3) تعيين وكيل مسجل داخل تلك الحالة بالذات. ضمن مقالات التنظيم ، سيتم تعيين الوكيل المسجل. من المهم أن نلاحظ أن العديد من الدول لديها رسوم إيداع أولية إلى جانب رسوم سنوية ومتطلبات تقديم التقارير السنوية اللازمة لـ L3C للحفاظ على وضعها القانوني.
بعد الإيداع ، يجب على أعضاء L3C تنفيذ اتفاقية تشغيل رسمية. في اتفاقية التشغيل ، تحتاج L3Cs إلى تحديد غرضها وفقًا لأحكام REGSURY TRIVERSERS IRS .53.4944-3 (أ):
يجب أن يعزز L3C بشكل كبير إنجاز واحد أو أكثر خيرية ؛
لا يمكن أن يكون إنتاج الدخل وتقدير الممتلكات غرضًا مهمًا من L3C ؛ و
لا يمكن لـ L3C السعي لإنجاز أي أغراض سياسية أو تشريعية
بالإضافة إلى مقابلة REGSURY REGS.SEC.53.4944-3 (أ) ، تتطلب العديد من الدول أن تظهر شركة "L3C" أو "شركة المسؤولية المحدودة ذات الربح المنخفض" باسم المنظمة. من المهم أن نفهم أن كل ولاية قد يكون لها متطلبات خاصة بالدولة تحكم تكوين L3C.

### المدة
عادة ما يمتد عمر أو مدة L3C إلى ما بعد عمر أعضائها لأنه يأخذ شخصيته القانونية. وبالتالي ، فإن وفاة أو انسحاب عضو لا يؤثر على وجود L3C.

### الإدارة
لدى L3C خيار أن يكون بإدارة الأعضاء أو مديره. يجب أن يتم هذا التمييز ضمن اتفاقية العمل. إن الإعداد الافتراضي يديره الأعضاء مما يعني أن أعضاء L3C مسؤولون عن تفويض وتنفيذ الأداء التشغيلي اليومي للشركة إلى جانب تحديد الاتجاه الاستراتيجي للعمل. عندما يتم إدارة L3C ، يدير الأعضاء إما الأعضاء أو غير الأعضاء لتولي أدوار إدارية للشركة والذين يعملون كوكلاء للمنظمة. من المهم أن نلاحظ أن الاختيار الذي يديره المدير لا يعني بالضرورة أن الأعضاء يفقدون حقوق التصويت الخاصة بهم في القضايا المادية المتعلقة بالأعمال ما لم يتم الإشارة إليها أو التعاقد معها في اتفاقية التشغيل.

### الواجبات الائتمانية للعضو
يعتبر أعضاء L3C ائتمانيًا للمنظمة. اعتمادًا على دور العضو في المنظمة ، قد يكون لديهم واجبات ائتمانية متفاوتة. اثنين من الواجبات الائتمانية الشائعة هي واجب الرعاية وواجب الولاء. يمكن أن تؤدي انتهاكات هذه الواجبات إلى دعوى مدنية وتؤدي إلى تعويضات وأضرار عقابية. لاحظ أن بعض الدول تسمح بتغيير واجبات ائتمانية في اتفاقية التشغيل.

### مسؤولية العضو
أعضاء L3C يتحملون مسؤولية محدودة. بعبارات أخرى ، تقتصر مسؤولية الأعضاء على مساهمة رأس المال في L3C باستثناء الأضرار الفردية للأعضاء. هذا يعني أن الأعضاء ليسوا مسؤولين شخصيًا عن العقود و/أو الديون و/أو تصرفات العمل. في ظروف نادرة ، قد يتحمل الأعضاء مسؤولية مزيد من المسؤولية بموجب عقيدة ثقب حجاب الشركات. من خلال اختراق حجاب الشركات ، تزيل المحاكم حماية المسؤولية المحدودة وتحمل أعضاء الكيان المسؤولين عن عقود الأعمال و/أو ديونه و/أو تصرفات العمل.

### توزيع مصالح الأعضاء
على الرغم من أن L3Cs لها هدف أساسي في إنجاز مهمة اجتماعية ، إلا أن L3Cs يمكن أن يكون لهدف ثانوي من جمع الأرباح. يمكن توزيع الأرباح على أعضاء مشابهة لشركة LLC. هذه الخاصية هي ميزة تحديد مفتاح بين L3Cs وغير الربحية. التوزيع الافتراضي هو نسبة الملكية ؛ ومع ذلك ، يمكن للأعضاء التعاقد خلاف ذلك ضمن اتفاقية التشغيل حول كيفية توزيع الأرباح.

### قابلية تحويل مصلحة العضو
غالبًا ما تكون قدرة العضو على نقل اهتمامه أو حقه في الربح محدودة ؛ ومع ذلك ، يمكن للأعضاء التعاقد خلاف ذلك ضمن اتفاقية التشغيل. من المهم أن نلاحظ أن مصلحة العضو منفصلة عن العضوية. هذا يعني أن الفرد يمكنه نقل مصلحة عضوه ولكنه يظل عضوًا في L3C.

### ضريبة الدخل الفيدرالية
نظرًا لأن L3C هو كيان للربح ، فهو ليس معفيًا للضريبة. يتم فرض ضرائب على L3Cs مثل LLCs لأغراض ضريبة الدخل الفيدرالية. هذا يعني أن L3Cs يمكن أن تختار أن يتم فرض ضرائب عليها باعتبارها بمثابة مشاركة وحيدات/شراكة ، C-Corporation ، أو حتى كـ S-Corporation في بعض الولايات. بشكل افتراضي ، يتم فرض ضرائب على L3C مع عضوين أو أكثر كشراكة بينما يتم فرض ضرائب على L3C مع عضو واحد باعتباره ملكية وحيد. تعتبر كل من هاتين الانتخابات ضريبيًا تمريرًا لأن الأرباح/الخسائر وبالتالي يتم نقل ضرائب الأعمال مباشرة إلى الأعضاء عبر الإقرارات الضريبية الفردية. عند فرض ضرائب على أنها C-Corporation ، سيدفع الكيان ضرائب الشركات قبل توزيع الأرباح على الأعضاء الذين سيُطلب منهم أيضًا دفع الضريبة على مكاسبهم. وهذا ما يسمى في بعض الأحيان الضريبة المزدوجة. قبل انتخاب نموذج الضرائب ، يجب على أعضاء L3C النظر في العواقب الضريبية الشخصية لكل نموذج انتخابات.

### قابلية التحويل
من الممكن التحويل من شكل قانوني موجود من كيان العمل إلى L3C والعكس بالعكس. من المهم على الرغم من الاعتراف بالآثار الضريبية ومتطلبات الشكليات التي تختلف بين كل شكل قانوني لكيان العمل والالتزامات المختلفة من الدولة إلى الدولة.

## التشريع
يعتمد إنشاء تشريع L3C على إنشاء قانون الدولة. لإنشاء مثل هذا النظام الأساسي ، يجب إقرار التشريع الذي يعدل قانون شركة المسؤولية المحدودة للولاية (LLC). لاحظ أن الشركة يمكن أن تعمل كـ L3C ضمن حالة لا تحتوي على قانون L3C من خلال دمجها في حالة لديها قانون L3C وتقديمها كشركة أجنبية تقوم بأعمال تجارية.
كانت فيرمونت أول دولة تمرير قانون L3C في أبريل 2008 والتي سمحت فعليًا بالنموذج القانوني L3C للعمل في كل ولاية دوليًا.  توجد قوانين L3C حاليًا في: إلينوي ، كانساس ، لويزيانا ، مين ، ميشيغان ، ميسوري ، نورث داكوتا ، رود آيلاند ، يوتا ، فيرمونت ، وايومنغ ، وبورتوريكو ، والولايات القضائية الفيدرالية للأمة الهندية في مونتانا وقبيلة أوجلالا سيوكس. لقد تم كتابة التشريع لمدة 26 ولاية إضافية ولكن لم يتم تقديمه بعد.
في مايو 2012 ، أصدرت مصلحة الضرائب اللوائح المقترحة التي توسع المشهد لما يشكل PRI مقبولة عن طريق إضافة تسعة أمثلة جديدة للاستثمارات التي من شأنها أن تتأهل ، إلى جانب بعض المبادئ العامة تعديل لقانون إلينوي L3C الذي من شأنه أن يسمح بوصفًا أكثر توسعية للأغراض التي يمكن إنشاء L3Cs ، بما يتوافق مع الأمثلة المقترحة لل PRIs التي وضعتها مصلحة الضرائب في عام 2012 ، اجتازت مجلس الشيوخ إلينوي بالإجماع في 17 أبريل 2013 ، وتم إحالته إلى لجنة قواعد منزل إلينوي. إن البند الموسع سيجعل إلينوي أول دولة تسمح لـ L3Cs التي قد تعكس أغراضها مجموعة كاملة من PRIs التي تمت الموافقة عليها بشكل قانوني لتشمل المنظمات الدينية والعلمية والأدبية. كما أن التشريعات معلقة على المستوى الفيدرالي من شأنها تبسيط عملية الحصول على موافقة مصلحة الضرائب على أن الاستثمار مؤهلة كـ PRI.
في السابق ، سمحت ولاية كارولينا الشمالية L3Cs. ومع ذلك ، اعتبارًا من 1 يناير 2014 ، لم تعد الدولة تعترف بالهيكل القانوني L3C. تخلصت ولاية كارولينا الشمالية مع بنية L3C إلى حد كبير لأن المشرعين ذكروا أنه يمكن استخدام LLC العادي لنفس الغرض. يمكن أن تستمر L3Cs الموجود سابقًا في ولاية كارولينا الشمالية في استخدام تعيينها. يمكن أن تدمج الكيانات الجديدة التي ترغب في أن تكون L3C داخل ولاية كارولينا الشمالية في ولاية مع قانون L3C مع الاستمرار في العمل في ولاية كارولينا الشمالية.

## التمويل
كما ذكرنا ، كان الإلهام الأولي لنموذج L3C هو خلق طريقة للمؤسسات لتلبية متطلبات التبرع. ومع ذلك ، وبعيدًا عن المؤسسات ، ترى L3Cs التمويل والاستثمارات من مجموعة متنوعة من المصادر بما في ذلك الصناديق والأوقاف وصناديق المعاشات التقاعدية والمستثمرين الأفراد والشركات الأخرى وحتى الكيانات الحكومية. لتبسيط فهم كيفية تدفق تمويل L3C تقليديًا ، من المفيد تقسيمه إلى ثلاث قطاعات.
- الجزء الأول: الاستثمار من الأسس لـ PRI

يوضح مصلحة الضرائب أن المؤسسات توجه 5 ٪ من أموالها السنوية إلى أغراض خيرية أو تعليمية للحفاظ على حالة الإعفاء من الضرائب. تقليديا يتم تحقيق ذلك من خلال المنح للمنظمات غير الربحية ؛ ومع ذلك ، فإن الاستثمارات المتعلقة بالبرنامج (PRIS) بمثابة خيار بديل ويمكن تفضيله لأنه يخلق إمكانية الحصول على عائد على الاستثمار.
- يمكن صنع PRI إما إلى كيان ربحية أو غير ربحية. يمكن تنفيذها كقرض أو ضمان القروض أو شراء الأسهم أو نموذج استثمار آخر طالما أنه يحقق عملية شراء خيرية.
- بحكم التعريف ، يجب أن تحدد L3Cs في اتفاقيات التشغيل الخاصة بهم كيفية تلبية أحكام REGSURY REGSURY REGS.Sec.53.4944-3 (أ) التي تشير إلى متطلبات PRIs. ومع ذلك ، نظرًا لأن مصلحة الضرائب لم تقرر أن جميع L3Cs قد استوفت متطلبات PRI ، يمكن للشركات الحصول على حكم خطاب خاص (PLR) من مصلحة الضرائب للتحقق من وضعها كمتلقين مؤهلين لـ PRI. الحصول على PLR هو مسعى مكلف وفي الوقت المناسب.[30]
- ومع ذلك ، فإن تلقي PLR غالبًا ما يفتح L3Cs لمزيد من تمويل PRI.[30]
- الجزء الثاني: الاستثمار من الشركات والشركات والأفراد
- بالإضافة إلى التمويل من PRIS ، قد تشهد L3Cs التمويل من الشركات والشركات والأفراد. غالبًا ما تسعى هذه الأطراف إلى عائد أعلى على الاستثمار من PRIS.
- على غرار PRIs ، يمكن استلام هذا التمويل في العديد من النماذج بما في ذلك القروض أو ضمانات القروض أو شراء الأسهم أو أي نموذج مركبة استثمار آخر.
- لاحظ أنه لكي تبيع L3C الأوراق المالية ، سيتعين عليها اتباع إرشادات SEC لإجراء عملية بيع قانونية ومناسبة.[31]
- من المحتمل أيضًا أن يتعين على المستثمرين الأفراد تحقيق وضع مستثمر معتمد كما يحكمه SEC.[32] أحد الاستثناءات من هذا المطلب هو من خلال قانون وظائف 2012 ، اللائحة D ، التي تسمح للجمهور بشراء الأسهم في الشركات الخاصة عبر التمويل الجماعي.[33]
- الجزء الثالث: التمويل من البنوك والمؤسسات المالية
- الجزء النهائي للتمويل هو من خلال البنوك والمؤسسات المالية.
- غالبًا ما يتم هذا النوع من التمويل من خلال القروض التي قد يكون من الصعب على مشروع جديد الحصول عليه بسبب نقص تاريخ الائتمان والأصول المحدودة التي يمكن استخدامها كضمان. أحد الخيارات لتلقي قرض بائتمان محدود هو البحث عن ق رض مدعوم من إدارة الأعمال الصغيرة (SBA).[34]
- تتمثل إحدى الفوائد في هذا النوع من التمويل في أن العائد على الاستثمار عادة ما يتم تعيينه في عائد معين مما يعني أن هذه المؤسسات تتعرض للخطر ولكنها تتلقى عائدًا محددًا ؛ ومع ذلك ، في مقابل مخاطرهم وعدم المكافأة الصعودية، يبحثون عن تفضيل التصفية.

## الإيجابيات والسلبيات
منذ الإنشاء، كان هناك مؤيدون ومعارضون لهذا الشكل القانوني للكيان التجاري. يوضح أدناه العديد من الحجج الرئيسية لكلا الجانبين:

### الإيجابيات
- يمكن أن تجذب L3Cs قدرًا كبيرًا من التمويل من المؤسسات والمؤسسات التي تكون أقل من المخاطر من المستثمرين النموذجيين لأن هناك توقعات محدودة العائد.
- هناك عملية إيداع بسيطة مقارنة بالأشكال القانونية الأخرى للكيانات التجارية.
- يتم التعرف على L3Cs على الفور كعلامات تجارية مع عملية شراء مفيدة اجتماعيا. يشتري الناس بشكل متكرر من الشركات ذات المهمة الاجتماعية. في عام 2020 ، أشار 77 ٪ من المستهلكين إلى أنهم متحمسون للشراء من شركة ملتزمة بـ "جعل العالم مكانًا أفضل."
- مهمة L3CS قد تجذب المزيد من الموظفين. في عام 2020 ، أشار 60 ٪ من الموظفين إلى أنهم سيأخذون أجرًا للعمل في شركة لديها مهمة تعتمد على الغرض.
- تتمتع L3Cs بمزيد من المرونة في تحديد الحقوق المالية وغير المالية لأصحابها مقارنة بالشركات بما في ذلك الشركات المنفعة.

### السلبيات
- وبالتالي ، فإن بعض المؤسسات مترددة في تقديم التزامات مالية تجاه L3Cs. للتحقق من شركة ما يمكن أن تحصل على PRIS ، يمكن أن تحصل L3Cs على حكم خطاب خاص (PLR) من مصلحة الضرائب التي تتحقق من وضع الشركة باعتبارها مستلمًا مقبولًا لل PRIs.  يمكن أن تستغرق أحكام الرسائل الخاصة من 12 إلى 18 شهرًا لتتم معالجتها ومتوسط الرسوم القانونية التي تزيد عن 50،000 دولار إلى جانب رسوم مصلحة الضرائب الكبيرة أيضًا.
- يجادل العديد من المحامين والمشرعين بأن L3Cs يمكن أن تؤدي نفس الوظائف التي يمكن أن تقوم بها شركة ذات مسؤولية محدودة جيدة.
- لا يزال عدد الحالات التي لديها قوانين L3C محدودة للغاية والتي تتطلب من الشركات الأجنبية اتباع الإجراءات الإضافية للعمل بشكل قانوني.
- على الرغم من أنه لم يثبت بعد ، فإن بعض أنصار L3CS ينظرية أن المؤسسات سوف تفضيل PRIS منخفضة الغلة للمنح. وبالتالي ، ستتضرر الجمعيات الخيرية التي تعتمد على أموال المنح في هذه العملية.

## أمثلة على L3Cs
أنواع الشركات التي يمكن أن تصبح L3Cs واسعة وعادة ما تكون مقبولة طالما أنها تلبي متطلبات النظام الأساسي للدولة. تعمل شركات L3C الحالية في مجالات بما في ذلك على سبيل المثال لا الحصر: الطاقة البديلة ، ومعالجة البنوك الغذائية ، والاستشارات الإعلامية ، والتمويل الفني ، وبرامج خلق فرص العمل ، والتنمية الاقتصادية ، والعقارات ، والعلاج البيئي ، والبحوث الطبية. فيما يلي ثلاثة أمثلة على L3Cs الموجودة:
SEEDR L3C: تم إنشاؤه في عام 2008 في أتلانتا ، يقوم SEEDR L3C بتطوير الأجهزة والبرامج والخدمة والسياسة التي تساعد على تحسين الوصول إلى الرعاية الصحية في إفريقيا. في عام 2009 ، منحت مؤسسة Gates Seedr L3C استثمارًا بقيمة 529،566 دولارًا لتمويل تطوير الحاويات المعزولة لنقل اللقاحات في البلدان النامية. اليوم ، يشمل عملاء Seedr L3C والممولين المراكز الأمريكية للمكافحة للأمراض * الوقاية من الأمراض (CDC) ، Médecins Sans Sans (MSF) ، واليونيسيف.

## أنظر أيضاً
- شركة المنفعة
- شركة الغرض الاجتماعي
- شركة مصلحة المجتمع (هيكل قانوني مماثل بموجب قانون المملكة المتحدة)
- المشاريع الاجتماعية